# Chrysorithrum sericeum
Chrysorithrum sericeum är en fjärilsart som beskrevs av Butler 1878. Chrysorithrum sericeum ingår i släktet Chrysorithrum och familjen nattflyn. Inga underarter finns listade i Catalogue of Life.